# Братья Яхненко и Симиренко
Торговый дом «Братья Яхненко и Симиренко» (укр. Торговий дім «Брати Яхненки і Симиренко») — торгово-промышленная компания времён Российской империи со штаб-квартирой в Млиеве Киевской губернии, которая принадлежала украинским династиям промышленников Яхненко и Симиренко.

## История
Торговый дом основан в Млиеве между 1815 и 1820 годами Михаилом, Кондратом, Степаном Яхненко и Фёдором Симиренко.
Деятельность фирмы началась с того, что акционеры, привлекая кредитные средства, взяли в аренду две мельницы в Смеле и развернули торговлю мукой, зерном и полотном. В управлении компанией были распределены обязанности: Фёдор Симиренко и Степан Яхненко вели делопроизводство и бухгалтерию, а братья Кондрат и Терентий Яхненко занимались практическими делами. Впоследствии компания открыла шесть магазинов в Одессе, владела складами в Николаеве и Севастополе. С расширением деятельности предприниматели стали купцами первой гильдии. Одновременно с торгово-промышленной работой Яхненко и Симиренко приобщались к благотворительной деятельности.
К концу первой половины XIX века компания занялась торговлей и производством сахара. Первый сахарный завод фирмы открылся в 1843 году в Ташлыке (сейчас — село в Смелянском районе Черкасской области Украины) и являлся первым паровым в Российской империи. Также производственные мощности были развёрнуты в Орловце. В планах промышленников было открытие рафинадного завода в Куренёвке вблизи Киева, однако городская дума не предоставила им на это разрешение. В 1848 году при содействии князя Воронцова компания построила и запустила сахарный завод, который был крупнейшим предприятием соответствующего профиля в Европе, неподалёку от Млиева, возле Городище. Там же построен кирпичный завод. В 1849 году в Млиеве начал работу машиностроительный завод Яхненко и Симиренко, на котором в 1851 году построен первый пароход с металлическим корпусом «Украинец». Завод обеспечивал оборудованием и деталями механизмов сахарные заводы.
На предприятиях компании работали только вольнонаёмные работники. С развитием промышленности, предприниматели открывали собственные склады и торговые дома в Киеве, Кременчуге, Елисаветграде, Харькове, Одессе, Москве, Нижнем Новгороде.
Компания занималась также финансовой деятельностью, открыв денежную кассу, подобную на современные банки, где от населения принимались депозитные и выдавались кредитные денежные средства под проценты. Для служащих и рабочих за счёт компании построен целый жилой квартал в Млиеве, планированием которого занимались французские архитекторы. В городе работали магазины разных направлений. В 1852 году открылась больница более чем на 100 коек. Также работала аптека. В местечке действовал свой театр, библиотека, паровая мельница, баня. Повсюду было газовое освещение. С 1857 года в Млиеве действовало приходское училище.
В 1849 году в Млиеве гостил, посещая владения компании Яхненко и Симиренко, Тарас Шевченко.
С уходом от дел и смертями основателей компания начала постепенно приходить в упадок. В 1876 году обанкротился основной кредитор компании — банк Вайнштейна. В 1887 году прекратил работу сахарный завод, а в следующем 1888 году деятельность прекратили практически все предприятия, в результате чего компания была ликвидирована. В 1889 году производственные сооружения компании Яхненко и Симиренко приобрели помещики Балашовы.